# Gare d'Aigues-Mortes
Ne doit pas être confondu avec Gare d'Aigues-Vives.
La gare d'Aigues-Mortes est une gare ferroviaire française de la ligne de Saint-Césaire au Grau-du-Roi, située sur le territoire de la commune d'Aigues-Mortes, dans le département du Gard en région Occitanie. 
C'est une gare de la Société nationale des chemins de fer français (SNCF) desservie par des trains express régionaux TER Occitanie.

## Situation ferroviaire

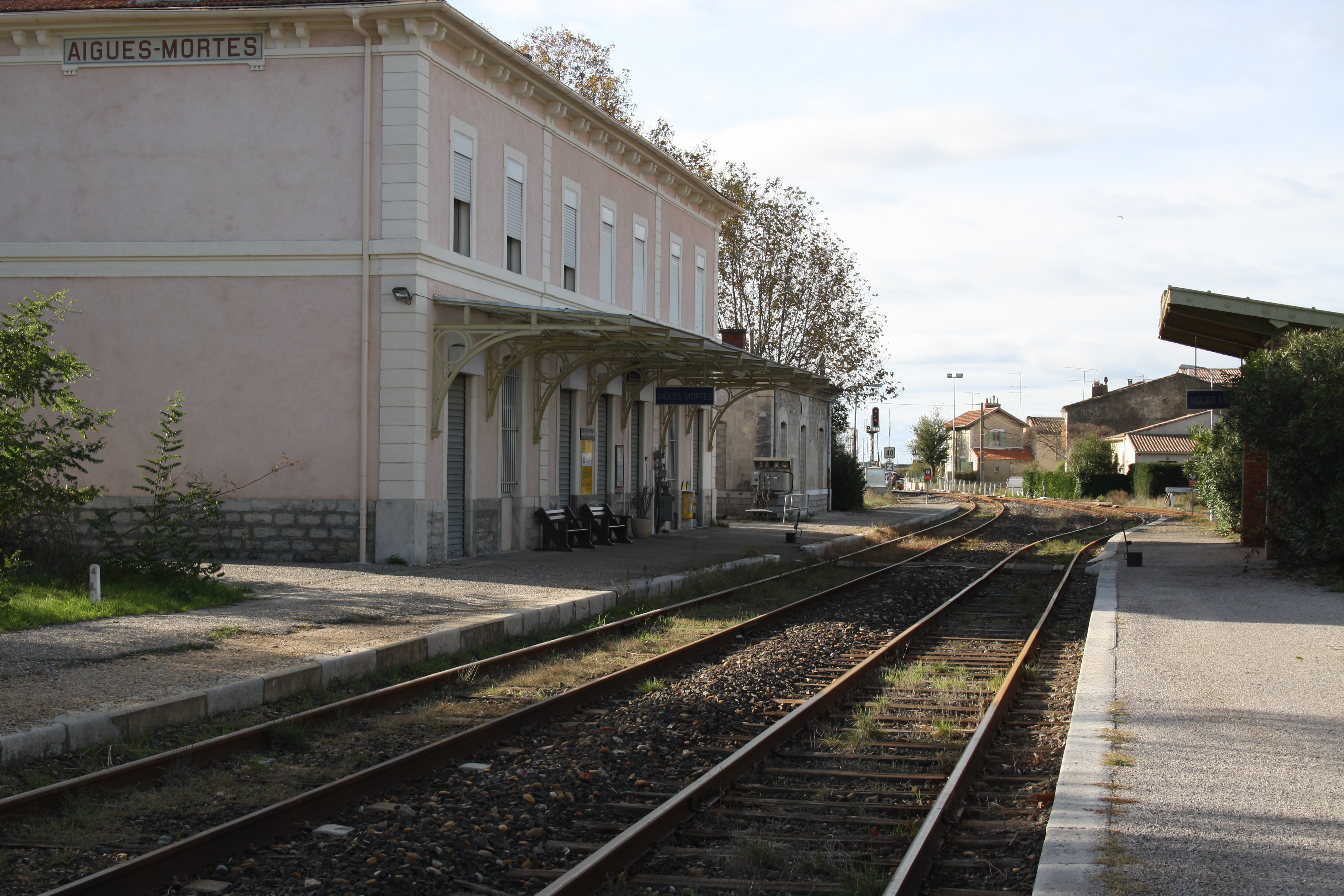
Quais et voies de la gare.

Établie à 3 mètres d'altitude, la gare d'Aigues-Mortes est située au point kilométrique (PK) 39,416 de la ligne de Saint-Césaire au Grau-du-Roi, entre les gares de Saint-Laurent-d'Aigouze et du Grau-du-Roi.

## Histoire
La loi du 5 juin 1861 approuve la mise en concession d'une ligne de chemin de fer de Lunel à Aigues-Mortes. Une convention passée le 1er mai 1863 et approuvée par un décret impérial le 11 juin 1863 en concède formellement la construction et l'exploitation à la Compagnie des chemins de fer de Paris à Lyon et à la Méditerranée (PLM) qui réalise également un prolongement en direction d'Arles. Afin de prolonger la ligne venant d'Aigues-Mortes en direction de Nîmes (gare de Saint-Césaire), le PLM obtient la concession d'une ligne de Saint-Césaire au Cailar par la convention du 18 juillet 1868, approuvée par un décret le 28 avril 1869. La ligne d'Arles à Lunel est inaugurée en premier, en 1868.
Les deux sections composant la ligne de Saint-Césaire à Aigues-Mortes sont inaugurées le 19 mai 1873. Aigues-Mortes constituera le terminus de la ligne durant 36 ans.
Le prolongement de la ligne d'Aigues-Mortes au Grau-du-Roi fait l'objet d'une convention de concession au PLM le 24 janvier 1902, approuvée par une loi le 18 juillet 1902 et un décret d'utilité publique le 26 décembre 1902. Elle est mise en service le 10 juillet 1909.

## Fréquentation
Selon les estimations de la SNCF, la fréquentation annuelle de la gare figure dans le tableau ci-dessous.
| Année               | 2015  | 2016  | 2017  | 2018  | 2019  | 2020  | 2021  | 2022   | 2023   |
| ------------------- | ----- | ----- | ----- | ----- | ----- | ----- | ----- | ------ | ------ |
| Nombre de voyageurs | 3 917 | 3 546 | 4 822 | 5 311 | 6 146 | 5 683 | 8 201 | 11 325 | 17 034 |

## Service des voyageurs

### Accueil
Gare SNCF, elle dispose d'un bâtiment voyageurs, avec guichet, ouvert tous les jours pendant la saison d'été (fin juin à fin août) et elle est fermée les samedis, dimanches et jours fériés le reste de l'année.

### Desserte
Aigues-Mortes est desservie par des trains TER Occitanie qui effectuent des liaisons entre les gares de Nîmes et du Grau-du-Roi.

### Intermodalité
Un parc pour les vélos et un parking pour les véhicules sont aménagés.

## Service des marchandises
Cette gare est ouverte au service du fret (train massif seulement).